# Place de la République (Dijon)
Pour les articles homonymes, voir Place de la République.
La place de la République est une place du centre de Dijon, à la périphérie de son secteur sauvegardé.

## Situation et accès
La place constitue un espace de correspondance entre des tramways et des bus de Dijon. Son architecture est très variée, passant du médiéval en direction du centre historique rue Jean-Jacques-Rousseau à l'haussmannien, boulevard Thiers, et au moderne boulevard Georges-Clemenceau ou avenue Garibaldi.

## Origine du nom
Elle porte ce nom depuis 1888 en l'honneur du régime républicain, instauré en France le 4 septembre 1870.

## Historique

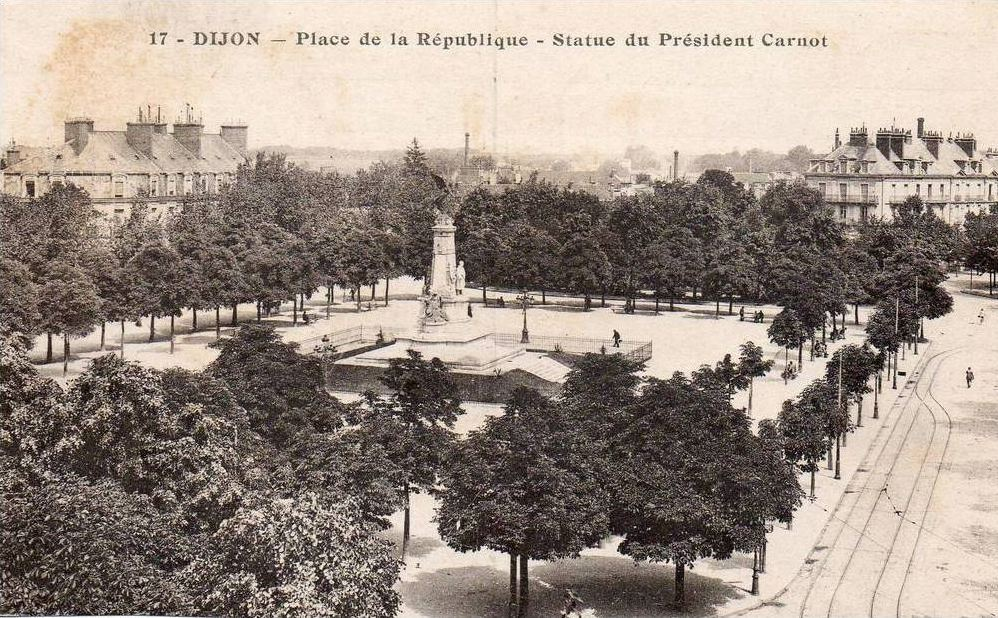
Place de la République

L'emplacement occupé aujourd'hui par la place est situé à la bordure des remparts et donc hors des murs de Dijon. Une place Saint-Nicolas y est créée au XIXe siècle. De 1875 environ à 1888, la ville procède à des acquisitions et des démolitions pour y aménager une place plus vaste. Elle comporte en son centre un grand terre-plein rectangulaire et, de part et d'autre, deux petits squares en hémicycle, fermés par des grilles.
En juillet 1894, le conseil municipal de Dijon décide de construire sur la place de la République un monument au président Sadi Carnot, assassiné à Lyon en juin 1894. Le président avait des liens avec la Côte-d'Or dont il avait été député et avec Dijon où sa fille Claire Carnot réside avec son mari Paul Cunisset-Carnot, magistrat et homme politique dijonnais influent. Ce monument à Sadi Carnot, érigé au centre de la place en 1898, est inauguré le 21 mai 1899 par le président Émile Loubet.
Il se compose d'un pylône central auquel est adossée la statue en pied de Sadi Carnot, taillée dans un marbre blanc par Mathurin Moreau. Au sommet du pylône, une Renommée, sculptée par Paul Gasq et fondue par Thiébaut, tend au-dessus de la tête du président une couronne de lauriers. Et de chaque côté, deux figures allégoriques : L'Histoire, créée par Moreau, et La Douleur, créée par Paul Gasq, complètent la composition.
Lors de la création du nouveau tramway de Dijon, au début des années 2010, la place a reçu plusieurs stations. Elle a été réaménagée en conséquence. Le paysagiste strasbourgeois Alfred Peter a redessiné ses espaces publics. Une fontaine contemporaine a été ajoutée au pied du monument à Sadi Carnot.

## Bâtiments remarquables et lieux de mémoire

### Galerie

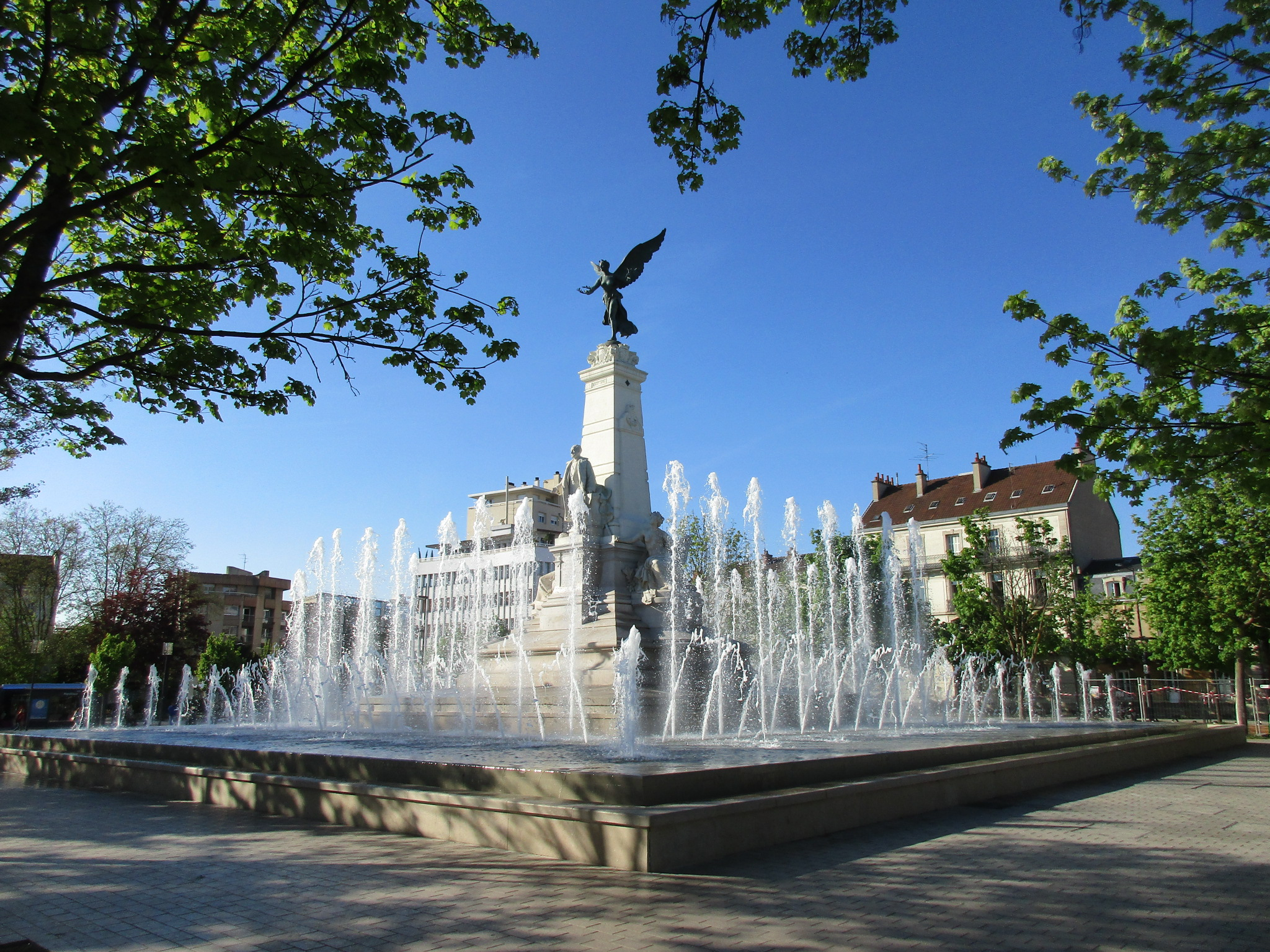
Monument à Sadi Carnot
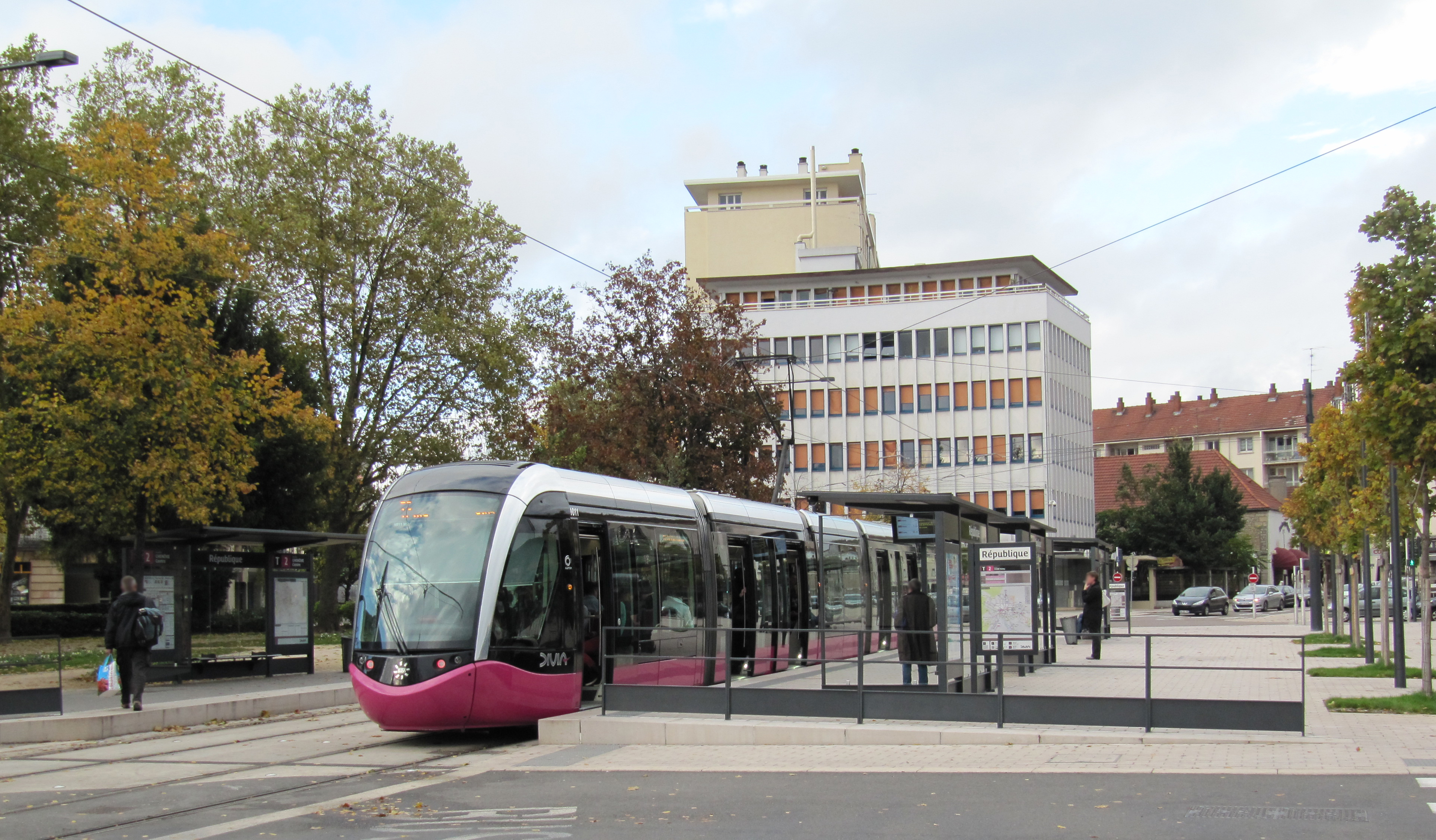
Arrêt du Tramway de Dijon T2
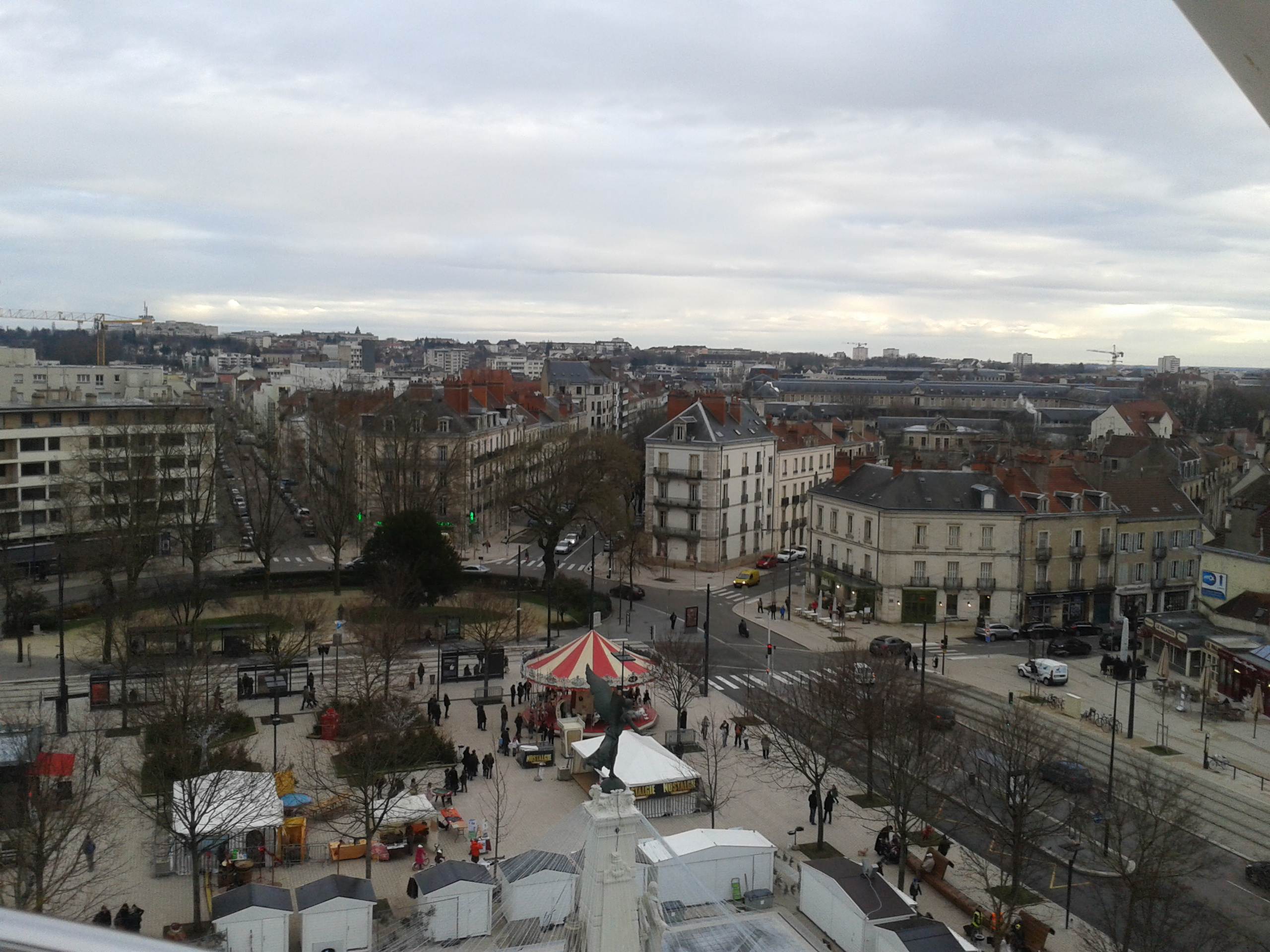
Boulevard Thiers
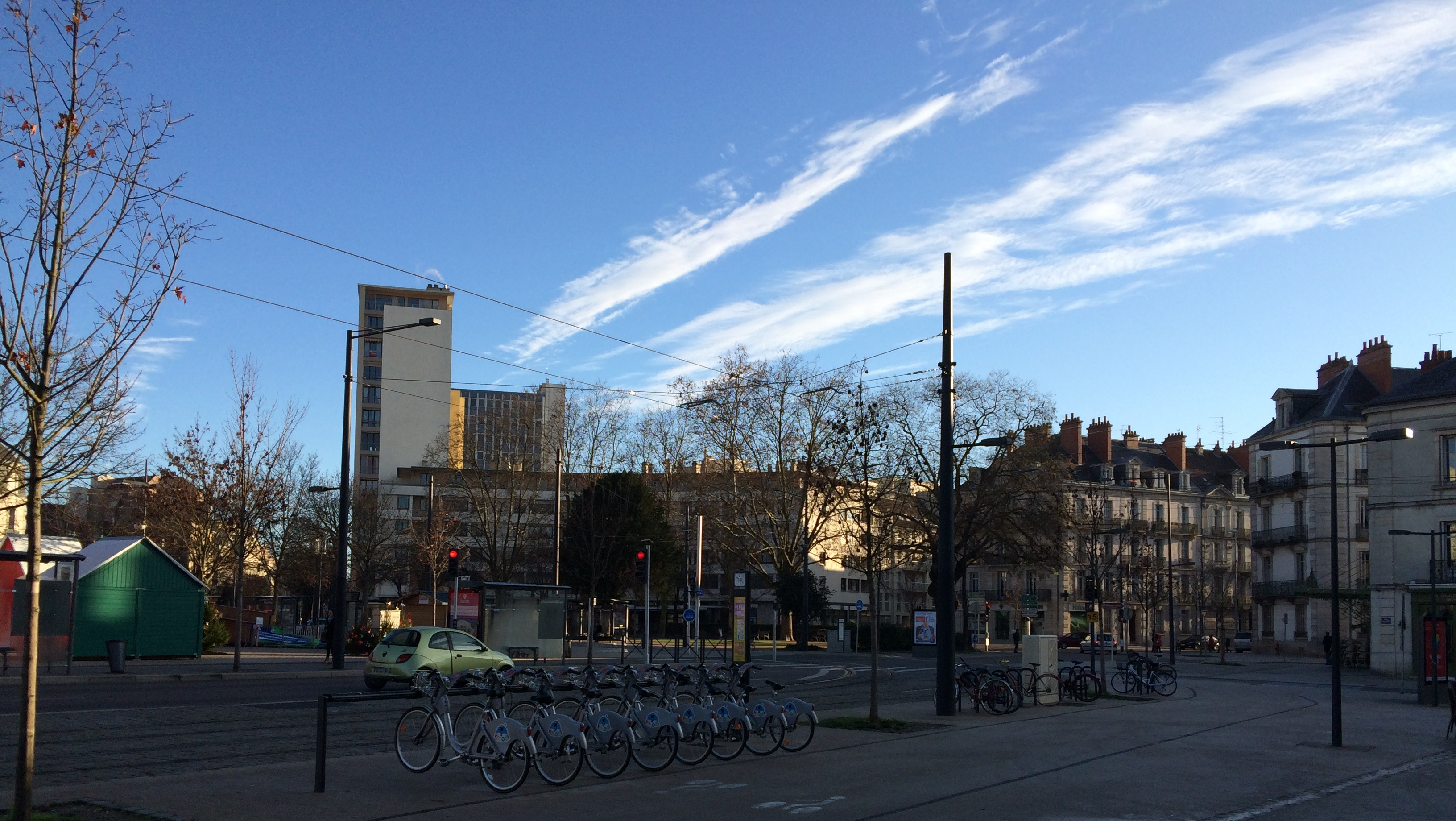
Velodi
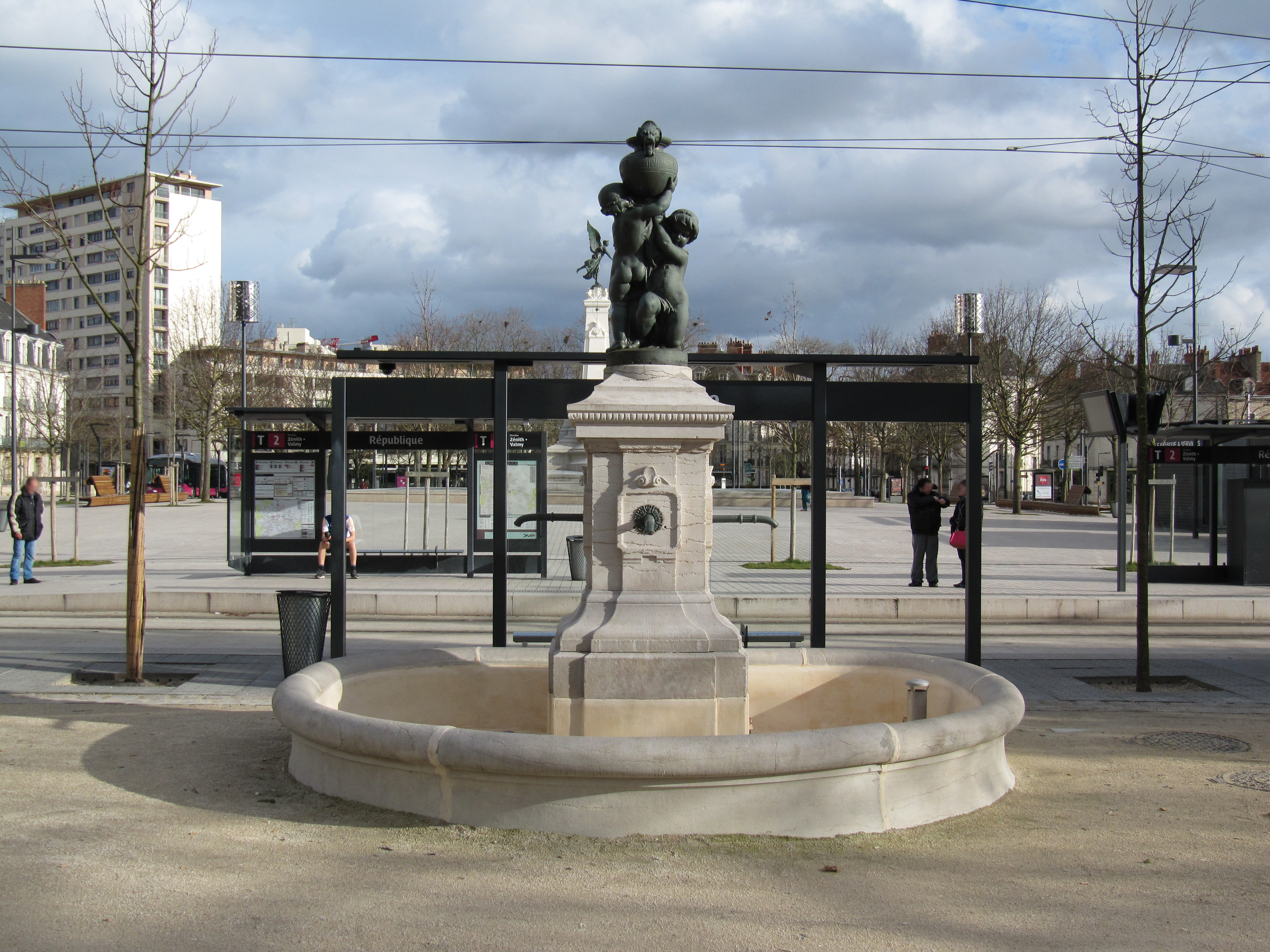
Fontaine d'un des deux squares

### Rassemblements de 2015 et 2016
Le 16 novembre 2015, un rassemblement en réaction aux attentats du 13 novembre 2015 en Île-de-France, s'est tenu place de la République à Dijon. Plus de 2 000 personnes se sont réunies afin de respecter une minute de silence en hommage aux victimes.
Le 18 juillet 2016, un rassemblement en réaction à l'attentat du 14 juillet 2016 à Nice, s'est tenu place de la République à Dijon. Plus d'un millier de personnes se sont réunies afin de respecter une minute de silence en hommage aux victimes.